# 小行星9659
小行星9659（英語：9659）是一颗围绕太阳公转的小行星。1996年3月10日，上田清二、金田宏在钏路市发现了此天体。
这颗小行星的绝对星等为30.6989341406262等。